# Dorcus koreanus
Dorcus koreanus là một loài bọ cánh cứng trong họ Lucanidae. Loài này được Jang mô tả khoa học năm 2008.